# Chelostoma campanularum
Chelostoma campanularum là một loài ong trong họ Megachilidae. Loài này được Kirby miêu tả khoa học đầu tiên năm 1802.